# Phymaturus denotatus
Phymaturus denotatus — вид ігуаноподібних ящірок родини Liolaemidae. Ендемік Аргентини. Описаний у 2012 році.

## Поширення і екологія
Phymaturus denotatus відомі з типової місцевості, розташованої в районі Лагуни-Бланка в департаменті Белен у провінції Катамарка. Вони живуть серед скель, місцями порослих рослинністю, на висоті від 3440 до 3825 м над рівнем моря. Живляться рослинністю, є живородними.